# Академічна громада
Академічна громада — студентське товариство у Львові, що виникло після об'єднання Академічного братства і студентського товариства «Ватра». Засноване 26 січня 1896.
Громада існувала в 1896⁣ — ⁣1921 роках, поєднувала в собі функції читальні й самодопомогового товариства. Друкований орган — журнал «Молода Україна», що виходив нерегулярно з січня 1900 по березень 1903, а також у 1905 і 1910.
1902 року головою товариства обраний Витвицький Степан, секретарем — Пацлавський Віктор.
З 1908 року проводила широку освітню роботу серед українського населення, спрямовану на пробудження національної самосвідомості. У листопаді 1908 головою обраний Замора Теодор.
При громаді діяли драматичний, правничий, літературний, філософський, економіко-соціальний та інші гуртки. Товариство організовувало курси з історії України, географії, права, німецької мови для робітників, наукові доповіді у сільських та міських читальнях, забезпечувало їх книжками й виданнями серії «Дешева бібліотека». 1897 року Академічна громада створила Допомоговий фонд для незаможних українських літераторів. У наступному році товариство видало збірку поезій І. Франка «Мій Ізмарагд» і організувало святкування 25-річчя літературної діяльності поета. 
У 1899—1902 років Академічна громада брала активну участь в академічних вічах і боролася за відкриття українського університету у Львові. Внаслідок сецесії студентів 1901 та демонстрації у січні 1907 Академічну громаду тимчасово заборонено. 1909 року вона стала членом «Українського студентського союзу». Напередодні Першої світової війни формувала парамілітарні відділи.
Закрита польською владою у зв'язку з переслідуванням Львівського (таємного) українського університету.